# Тотемское музейное объединение
Тотемское музейное объединение — один из крупнейших музейных комплексов Северо-Запада России и Вологодской области. Ведёт свою историю с 1915 года. Располагается на территории города Тотьмы и Тотемского района. В состав музейного объединения входят: Тотемский краеведческий музей, Музей церковной старины, Музей мореходов, Дом-музей И. А. Кускова, музейно-выставочный центр «На Большой Садовой», открытое хранение фондов и Дом-музей Н. М. Рубцова.

## История

### Основание музейного отделения тотемского ВОИСК
Впервые мысль о создании в Тотьме краеведческого музея была высказана в 1890-е годы председателем уездной земской управы Василием Тимофеевичем Поповым, автором краеведческого очерка «Город Тотьма» и одновременно участником земского либерального движения. 
Благодаря его деятельности, в городе появились учительская семинария, публичная библиотека, телеграф, земская аптека, страховое общество. Однако несмотря на организацию целого ряда кустарных выставок, реализовать идею создания музея В. Т. Попову так и не удалось.
Воплотить в жизнь планы Василия Попова удалось лишь в годы Первой мировой войны. 14 мая 1915 года в городе создается Тотемское отделение Вологодского общества изучения Северного края (ВОИСК), основными задачами которого были научно-просветительское краеведение и организация публичных исторических лекций. В ноябре этого же года в одной из комнат земской библиотеки города Тотьмы на ул. Миллионной (ныне Красной) открывается музейное отделение, положившее начало музейному делу в городе. Здание библиотеки не сохранилось. У истоков создания краеведческого музея в Тотьме стояли известные и уважаемые в городе и губернии люди:
- Дмитрий Александрович Григоров — статский советник, кандидат богословия, член-сотрудник Императорского Русского археологического общества, преподаватель Тотемского духовного училища;
- Иван Михайлович Богданов — начальник судоходного участка города Тотьмы; в 1920-е гг. разрабатывал проект железнодорожной ветки Тотьма-Буй-Кострома, который так и не был осуществлён;
- Николай Васильевич Ильинский — преподаватель Тотемской учительской семинарии, член Петроградского Русского географического общества;
- Николай Иванович Альбов — статский советник, член-корреспондент Николаевской главной физической обсерватории[5].

До 1920 года в музее было собрано 255 предметов. Первыми экспонатами стали «План города Тотьмы 1781 года», старинный латунный ареометр, а также портреты И. А. Кускова и его жены Е. П. Кусковой.

### Краеведческий музей в советские годы
Революционные годы крайне негативно сказались на деятельности музея. Многие сотрудники по разным причинам отошли от активной работы в силу наступившей разрухи и продовольственного кризиса. Музей в это время перевозился из помещения в помещение и был спасён благодаря настойчивости Д. А. Григорова. В 1920 году по решению Вологодского губернского отдела народного образования всё имущество тотемского отделения ВОИСК и его музея было передано в Тотемский отдел народного просвещения, а новым директором музея был назначен Н. А. Черницын. Музею был придан официальный статус, а сам он стал называться «Тотемским музеем местного значения». Помещение для него было выделено в деревянном здании Пятовской начальной школы (ныне — здание администрации муниципального образования «Пятовское»). Был утвержден штат в количестве трех сотрудников (включая директора), а Союз кооперативов выделил средства на приобретение экспонатов.

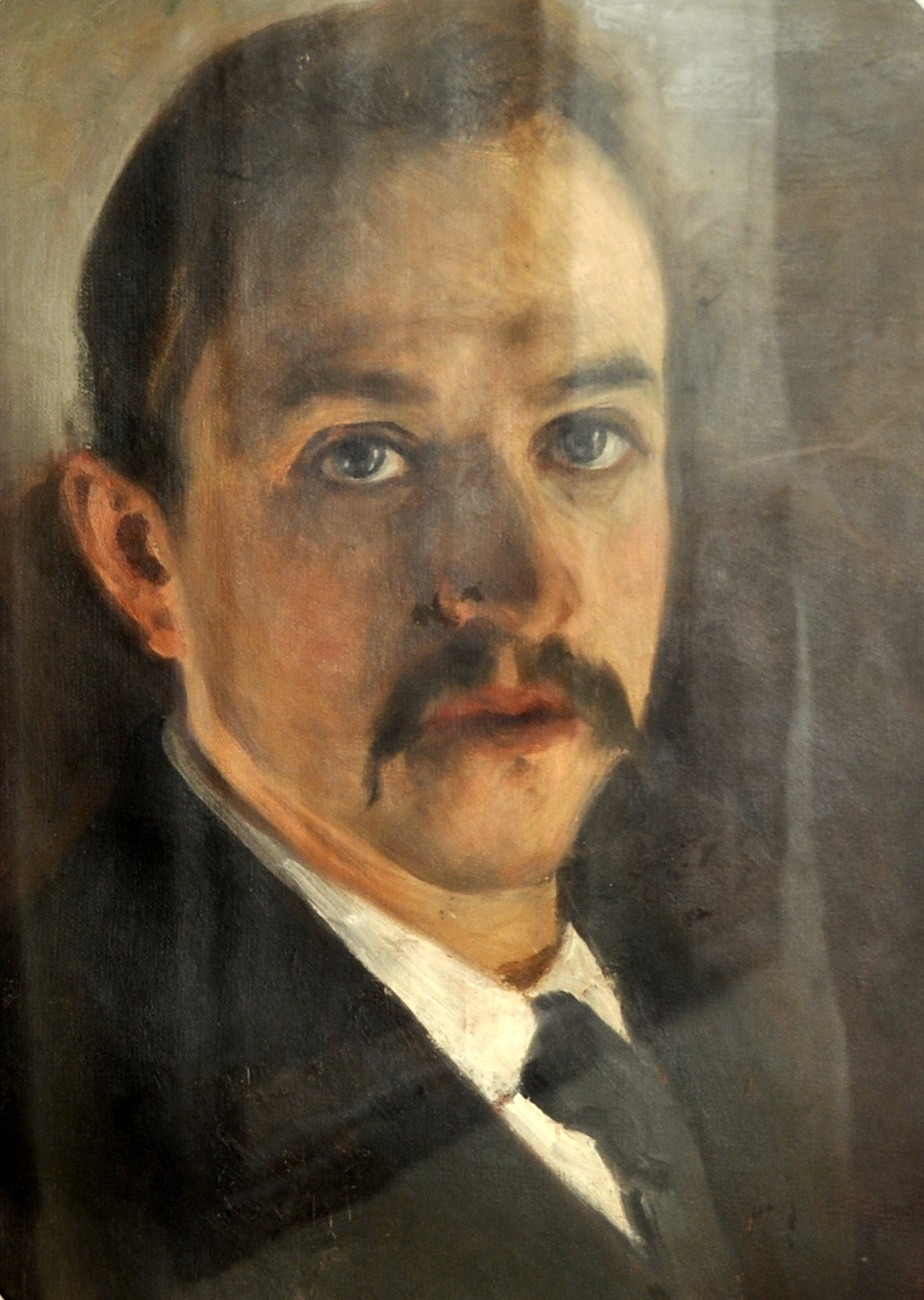
Феодосий Вахрушов

7 ноября 1920 года открылась новая экспозиция музея, состоявшая из трех отделов: естественно-исторического, этнографического и археолого-исторического. На базе музея были организованы краеведческие кружки, а с 1922 музей стал вести издательскую и культурно-просветительскую деятельность; силами работников музея и музейного актива проводились лекции и беседы. В 1923 году для размещения экспозиций музей получает северный корпус здания бывшего Духовного училища (вдоль улицы Большой Садовой), в котором под эти нужды было отведено 12 залов. Сам музей с этого момента получил название Тотемский краеведческий музей. Над созданием новых экспозиционных залов трудился известный художник Феодосий Михайлович Вахрушов — ученик И. Е. Репина. Художник завещал краеведческому музею все написанные им этюды, зарисовки, картины, а также материалы из экспедиций. И поныне «вахрушовский фонд» составляет значительную часть музейной коллекции. Также в 1920-е годы свою богатую коллекцию предметов этнографии музею передал профессор Михаил Борисович Едемский, известный этнограф, геолог и краевед. Продолжалась интенсивная научно-краеведческая работа, большую помощь в которой оказал художник и преподаватель бывшего ремесленного училища Евгений Иванович Праведников. Им были открыты стоянки доисторического человека эпохи неолита.
В 1939 году музей приобретает дом, в котором в 1909 году, находясь в ссылке, жил будущий нарком иностранных дел СССР В. М. Молотов. Дом располагался по ул. Дмитриевской, 23 (ныне ул. Луначарского) и до наших дней не сохранился. В начале 1941 года здание было отреставрировано и там разместилась экспозиция, посвящённая жизни и деятельности В. М. Молотова.
Великая Отечественная война не затормозила развитие музея. За это время были организованы 1809 экскурсий, 282 стационарные и передвижные выставки, проведено 1334 беседы и лекции, а общее количество посетителей перевалило за 200 тысяч. 5 работников музея защищали Родину на фронтах войны; трое из них геройски отдали свои жизни: зав. отделом соцстроительства, гвардии лейтенант В. Н. Черницын (сын директора), экскурсовод А. М. Замараев, музейный техник М. И. Дружининский.
После XX съезда КПСС закрывается дом-музей В. М. Молотова, который к тому же ещё был выведен из категории мемориальных домов и вскоре был утрачен. В это же время к основному зданию музея пристраивается новый корпус с фондохранилищем и квартирой директора музея. Свой вклад в развитие музейного дела в Тотемском крае в это время внесли В. Д. Багровников, Ф. И. Лашин, О. В. Кузьмин, А. Н. Жилинская, О. Ф. Попова, З. Н. Мальцева, О. Н. Коптева.

### Деятельность С. М. Зайцева
Огромным явлением в жизни как музея, так и всей Тотьмы являлась деятельность местного краеведа Станислава Михайловича Зайцева (1939—1992). Работая в музее, С. М. Зайцев обнаружил тёмные стёкла негативов, снятых в начале XX века, передававших красоты исторической Тотьмы, во много уже утраченной в 1970-е годы. Отпечатав фотографии с этих негативов, Станислав Михайлович вскоре углубился в изучении истории и культуры края, а также занял активную гражданскую позицию по сохранению культурного наследия Тотьмы. В 1982 году в журнале «Наш современник» С. М. Зайцев публикует статью «Тайна тотемских картушей», которая перевернула представление научного мира о Тотьме. С. М. Зайцевым были также открыты имена десятков тотемских купцов-мореходов и было доказано, что Тотьма — город мореходов, фактическая метрополия Русской Америки и место неповторимой архитектуры. Благодаря активной общественной деятельности С. М. Зайцева был отменён проект генерального плана, согласно которому исторический центр города шёл под снос, а кварталы старинных зданий должны были застраиваться типовыми домами. В 1990 году Станислав Зайцев стал основателем и первым директором дома-музея И. А. Кускова.

### Создание Тотемского музейного объединения
В июле 1991 года по инициативе нового директора краеведческого музея Ю. П. Ерыкаловой было образовано Тотемское музейное объединение. Одновременно, благодаря интенсивной работе коллектива сотрудников, возвращались к жизни памятники федерального значения — Успенская и Входоиерусалимская церкви. В них разместились Музей церковной старины и Музей мореходов соответственно. В стены Спасо-Суморина монастыря переехала часть фондовых коллекций музея. Кроме того, музейному объединению было передано здание бывшего детского дома в с. Никольском, где воспитывался поэт Николай Рубцов. Там была сперва открыта мемориальная комната, а вскоре создан полноценный дом-музей. Тем самым музейное объединение расширило свои границы на территорию района, став крупнейшим районным учреждением культуры. С 2014 года функционирует отдел традиционной народной культуры «Морошка» (руководитель О. Н. Фадеева). Работают две смотровые площадки колоколен. В 2015 году музейное объединение отметило свой столетний юбилей.

## Руководители музея
- Дмитрий Александрович Григоров (1915—1920). Организатор музея. В революционные годы спас музей от закрытия и сохранил ценные коллекции. В 1929 году написал свой фундаментальный труд — книгу «Тотьма и окрестности»[9], явившуюся первым историческим путеводителем по Тотьме[5].
- Николай Александрович Черницын (1920—1950). Первый директор музея с момента придания ему официального статуса. Организатор первой историко-этнографической экспедиции в уезд: на 15 лошадях в Тотьму привезли новые экспонаты, среди которых были ценнейшие этнографические и исторические материалы. Внес большой вклад в изучение древнейшей истории края, открыл ряд мезолитических и неолитических стоянок, финно-угорских могильников, собрал большое количество документов и экспонатов, написал ряд краеведческих работ[5].
- Василий Елизарович Величутин (1950—1954). Организатор лекций, бесед, экскурсий и дневников, которые и ныне помогают научным сотрудникам знакомиться с историей Тотемского края[5]. В 1954 году был переведён на должность заведующего отделом дореволюционного прошлого, что позволило ему активно заняться краеведческой и научно-исследовательской работой. До выхода на пенсию издал ряд важных краеведческих работ: «Город Тотьма в период первой русской революции» (1955), «О соляных источниках под городом Тотьмой» (1956), «Торжественная встреча севастопольцев» (1956), «Н. В. Шелгунов о тотемских трудящихся женщинах» (1957), «Город Тотьма и уезд накануне Октябрьской социалистической революции» (1957), «Местные Советы в борьбе за социализм» (1957)[10].
- Анна Николаевна Жилинская (1954—1961).
- Нина Максимовна Масалова (1961—1962).
- Николай Лаврентьевич Рычков (1962—1965).
- Екатерина Павловна Соломенко (1965—1981). Автор научных статей по народному творчеству, многочисленных текстов экскурсий. Активно участвовала в жизни музея даже после выхода на пенсию[5].
- Нина Александровна Цикина (1982—1984).
- Юлия Павловна Ерыкалова (1984—2013). Инициатор создания Тотемского музейного объединения в 1991 году[11].
- Алексей Михайлович Новосёлов (с 2014 года).

## Структура
В настоящее время в состав музейного объединения входят Тотемский краеведческий музей, Музей церковной старины, Музей мореходов, Дом-музей И. А. Кускова, открытое хранение фондов, музейно-выставочный центр «На Большой Садовой» (все — в городе Тотьма), Мемориальный дом-музей Н. М. Рубцова (с. Никольское).

### Тотемский краеведческий музей
Расположен в здании бывшего духовного училища (Ворошилова, 44). В структуру музея входит три отдела:
- Отдел природы. Знакомит гостей с миром флоры и фауны района. Особый интерес посетителей вызывает детская музейная комната «Открываем Экомир», где юные посетители, играя, знакомятся с окружающим миром, исследуя его и познавая законы природы[12].
- Исторический отдел. Погружает посетителей в историю Тотьмы XII—XX веков. Каждая историческая эпоха подчёркнута своим цветом. Художественное решение отдела выполнено Олегом Пахомовым. Наибольший интерес вызывает реконструкция старинной рассолоподъёмной трубы и зал, имитирующий закопченный потолок соляной варницы. В структуру отдела входят также залы археологии, где представлены широкие коллекции археологических находок на территории современного Тотемского района.
- Художественный отдел. Отражает культуру и народные традиции Русского Севера. Особенно интересны зал крестьянского быта, воссозданная обстановка купеческой гостиной начала XX столетия, а также «зал Петровской школы», где представлены уникальные изделия, выполненные учащимися тотемской Петровской ремесленной школы, существовавшей в первой четверти XX столетия и известной не только в России, но и за её пределами. Три зала экспозиции посвящены творчеству художника Феодосия Вахрушова[12].

Также в здании краеведческого музея располагаются дирекция Тотемского музейного объединения и закрытое фондохранилище.

### Музей церковной старины
Создан в 1995 году и занимает помещения бывшей церкви Успения Божией Матери (Набережная Кускова, 7). Дизайнер экспозиции — Олег Пахомов. В музее представлены иконы XVI—XIX веков, предметы мелкой пластики, облачение священнослужителей, церковная утварь из храмов бывшего Тотемского уезда. Особый интерес вызывает коллекция тотемской храмовой деревянной скульптуры — одна из крупнейших среди музеев Русского Севера. Существует возможность подняться на смотровую площадку колокольни (высота — 52 м), работают два выставочных зала.

Музей церковной старины (бывшая Успенская церковь)
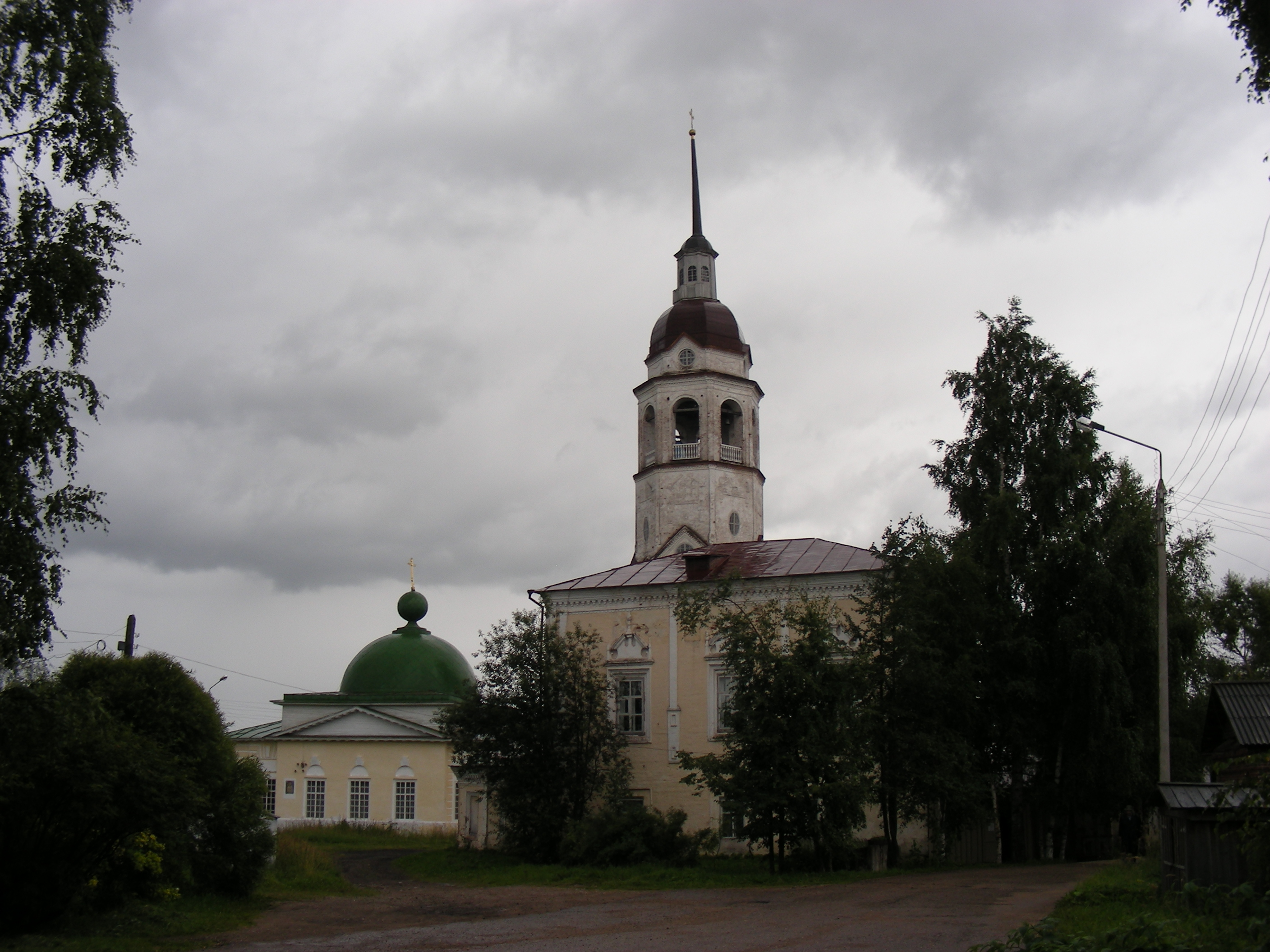
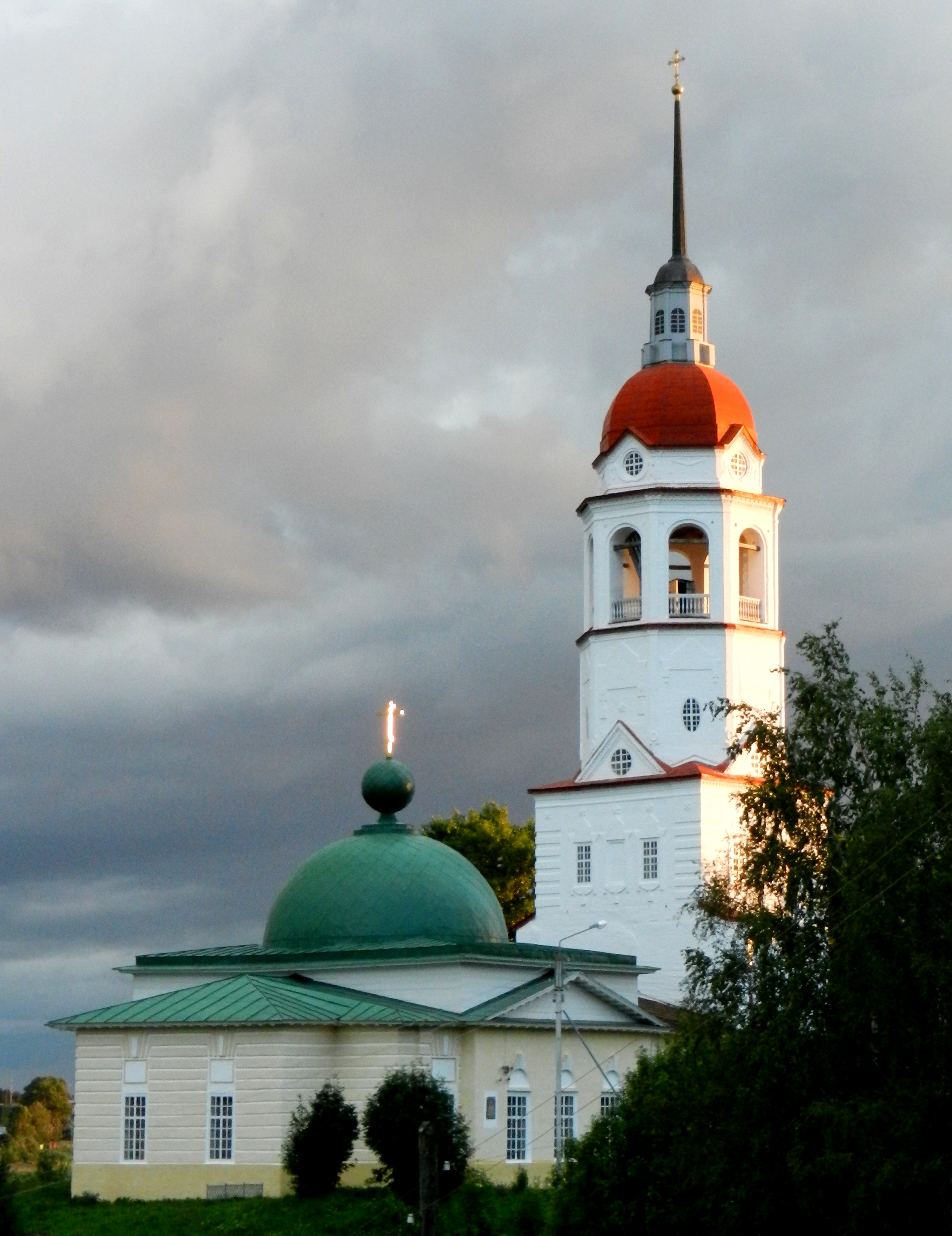
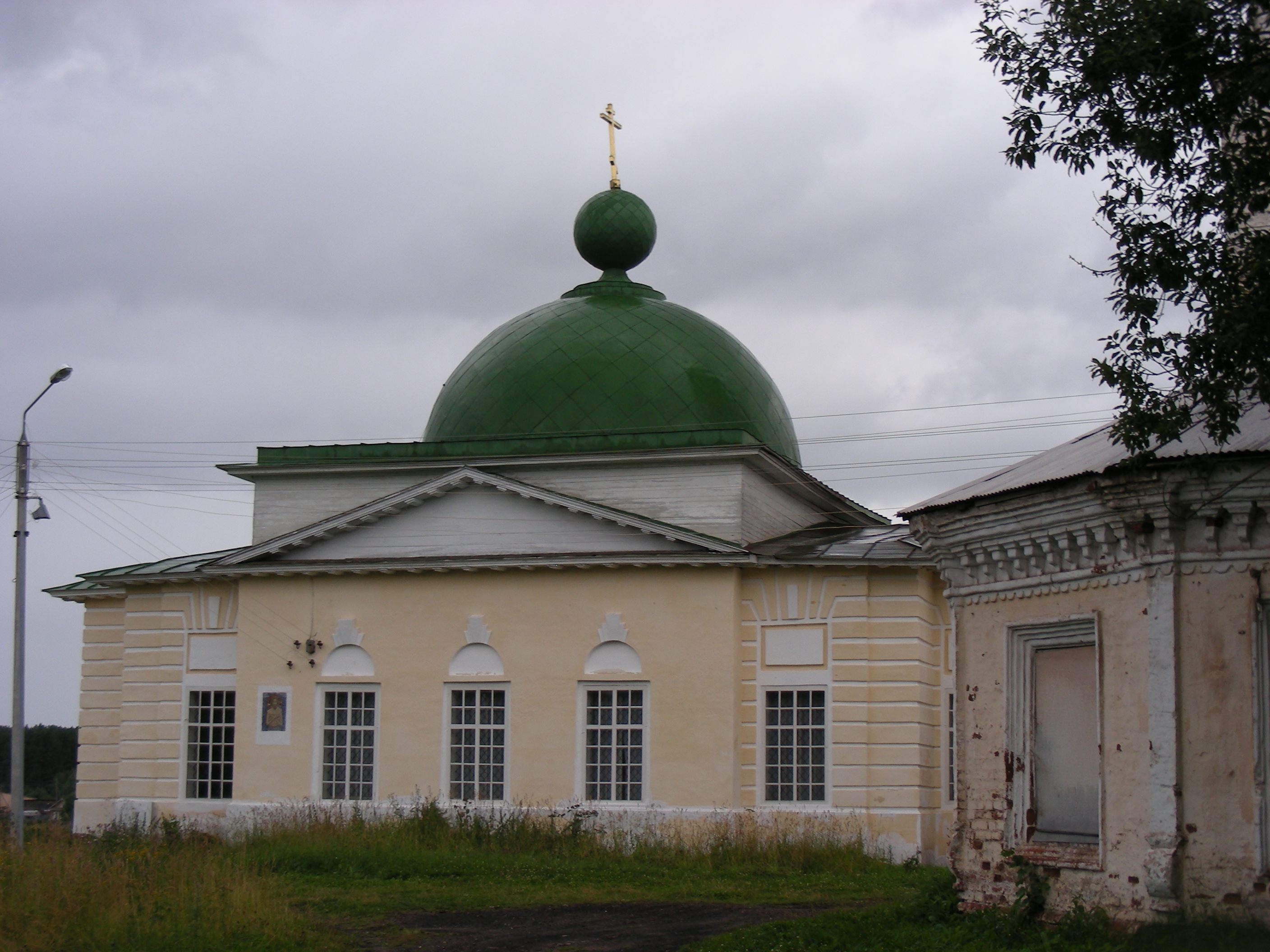

### Музей мореходов
Открыт в сентябре 1996 года, в год 300-летия Российского флота, располагается в здании Входоиерусалимской церкви (Кирова, 1), построенной в 1774—1794 годах на средства тотемских купцов-мореходов Григория и Петра Пановых. В советское время вплоть до передачи музею в здании размещался ликёроводочный завод. Экспозиция музея, дизайн которой был сделан Олегом Пахомовым, знакомит с историей зарождения российского флота и рассказывает о тотемских купцах-мореходах и их плаваниях в Тихий океан во второй половине XVIII века. Представлены экспонаты из жизни тотемского купечества, которое осваивало северные богатства и тем самым наживало огромные состояния. которые позволяли строить в городе неповторимые храмы.
Один из экспозиционных залов музея посвящён современникам: участнику Второй мировой войны на Дальневосточном фронте Павлу Филёву, Герою России Сергею Преминину, поэту Николаю Рубцову, а также людям, служившим на флоте уже в наши дни.
На втором этаже фрагментарно сохранились росписи XIX столетия, в помещении верхнего храма работает выставочный зал, где демонстрируются выставки, посвящённые истории православия и морских путешествий тотемских купцов. Можно подняться на смотровую площадку колокольни.

Музей мореходов (бывшая Церковь Входа в Иерусалим)
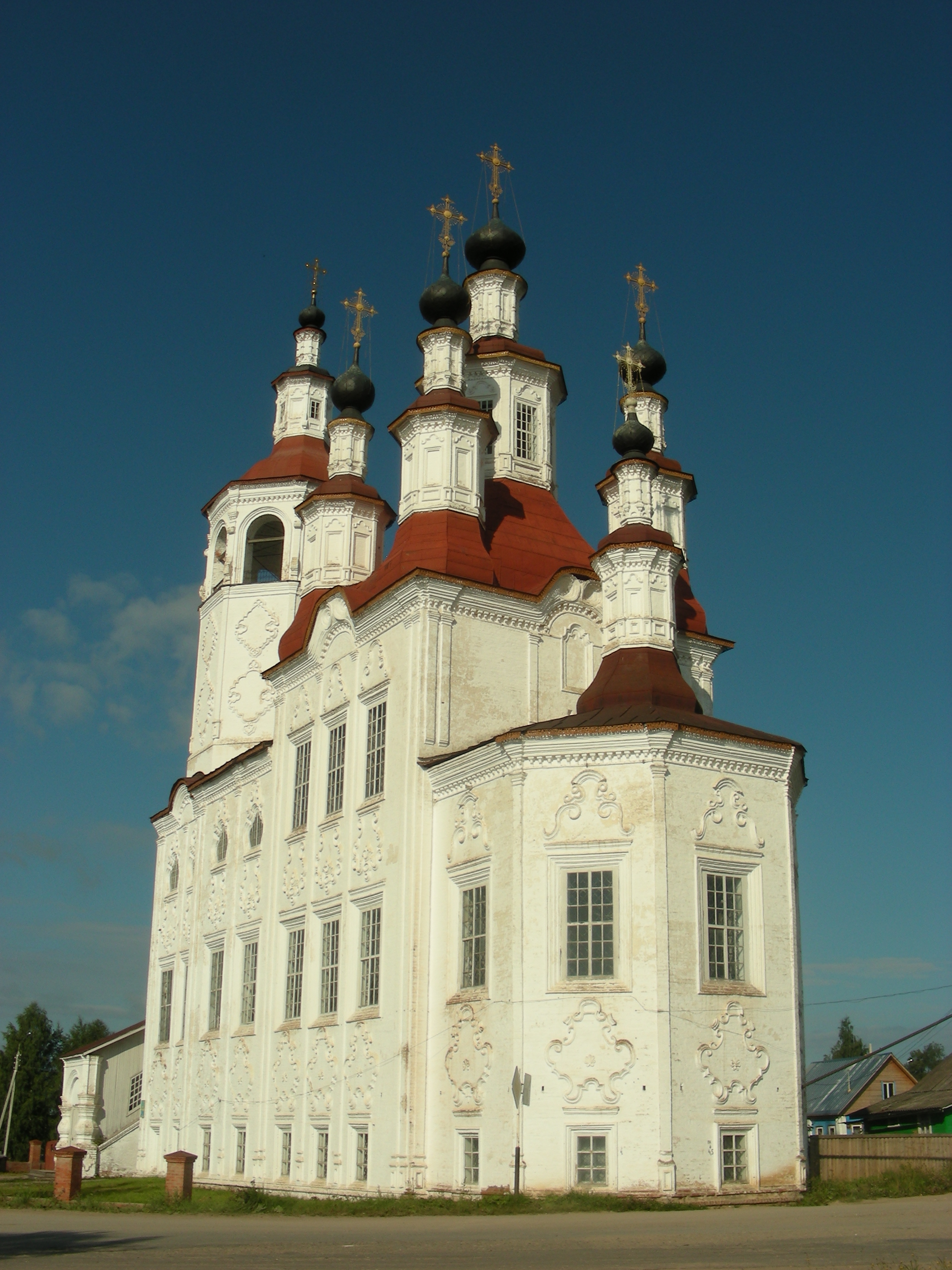
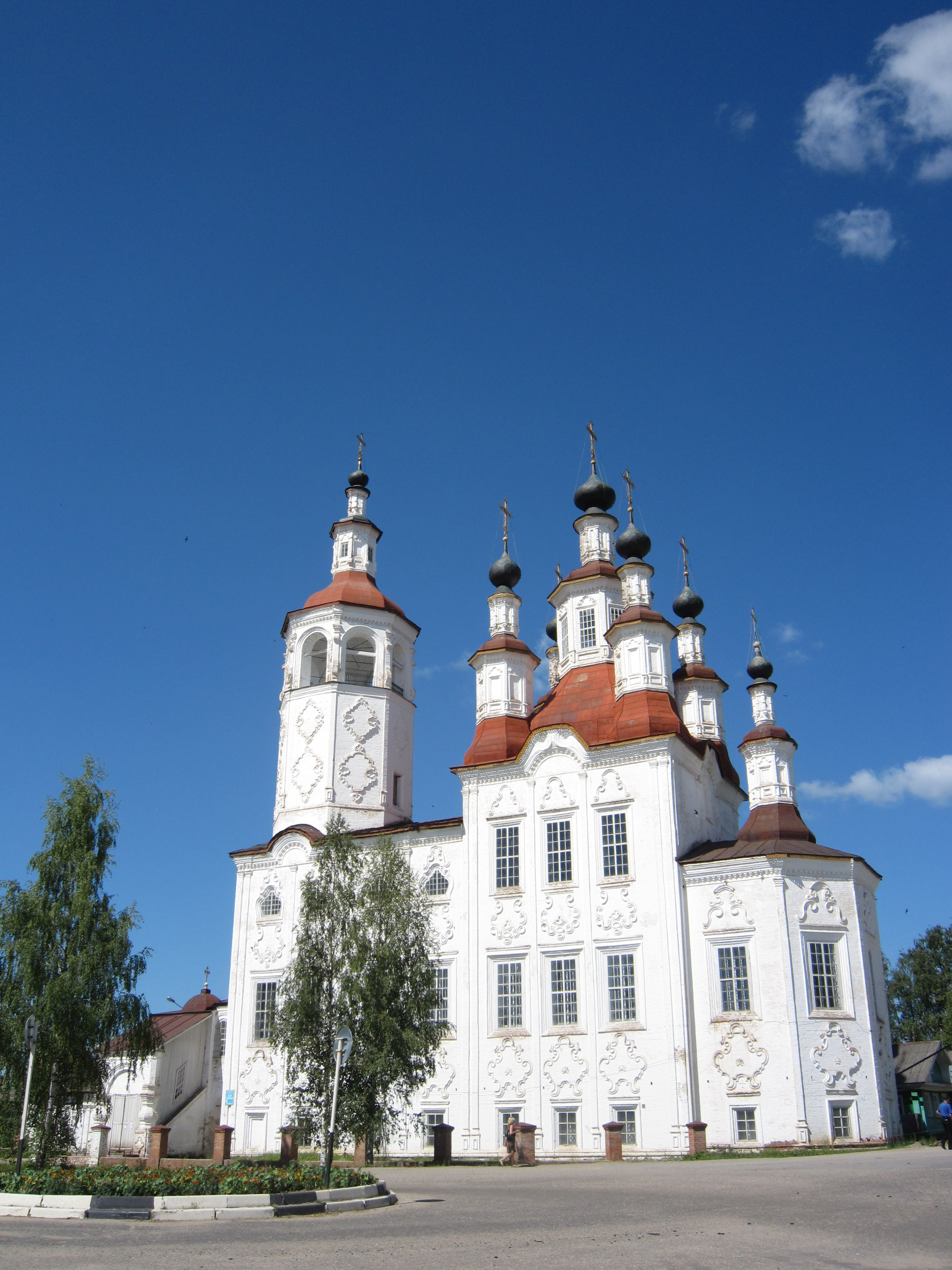
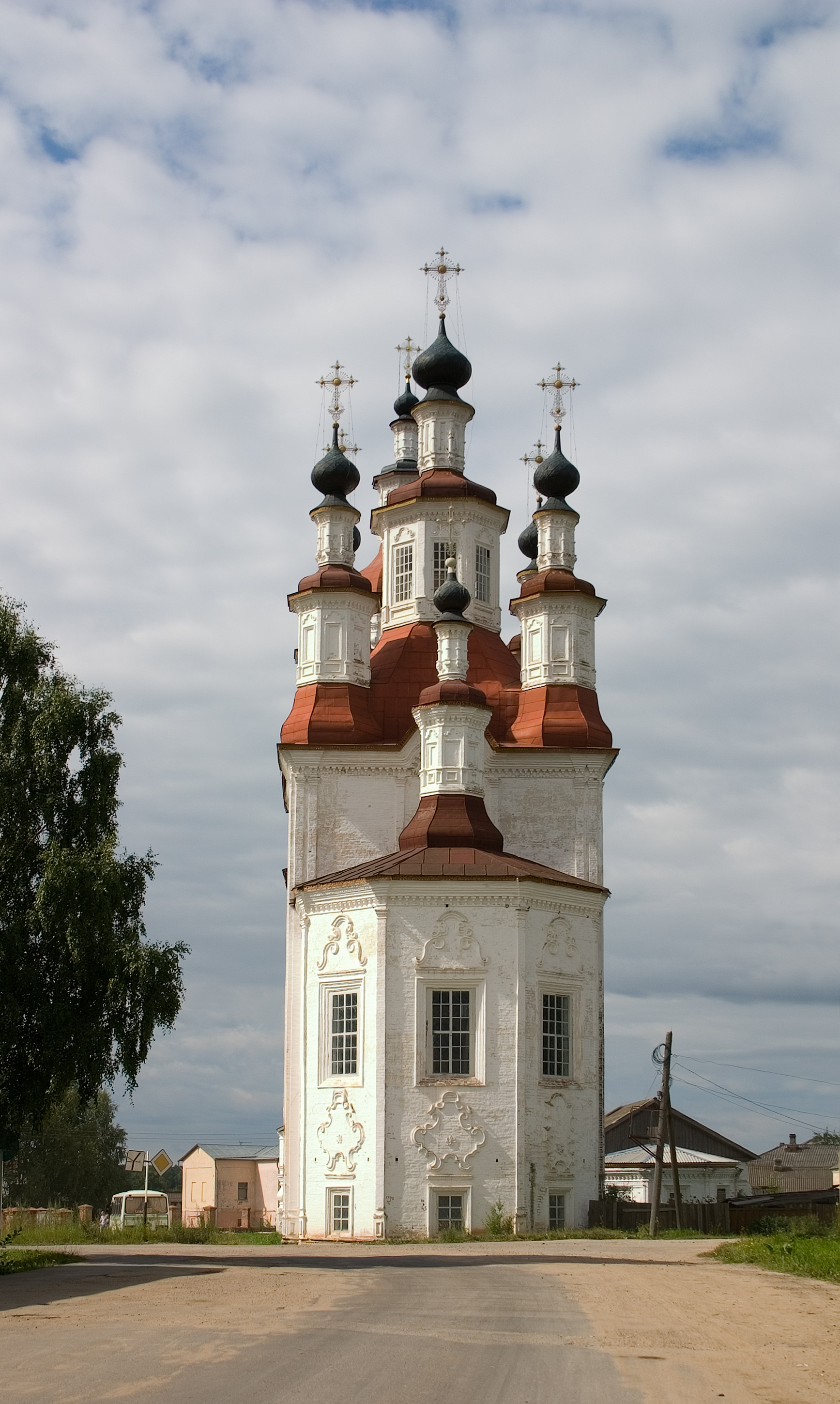
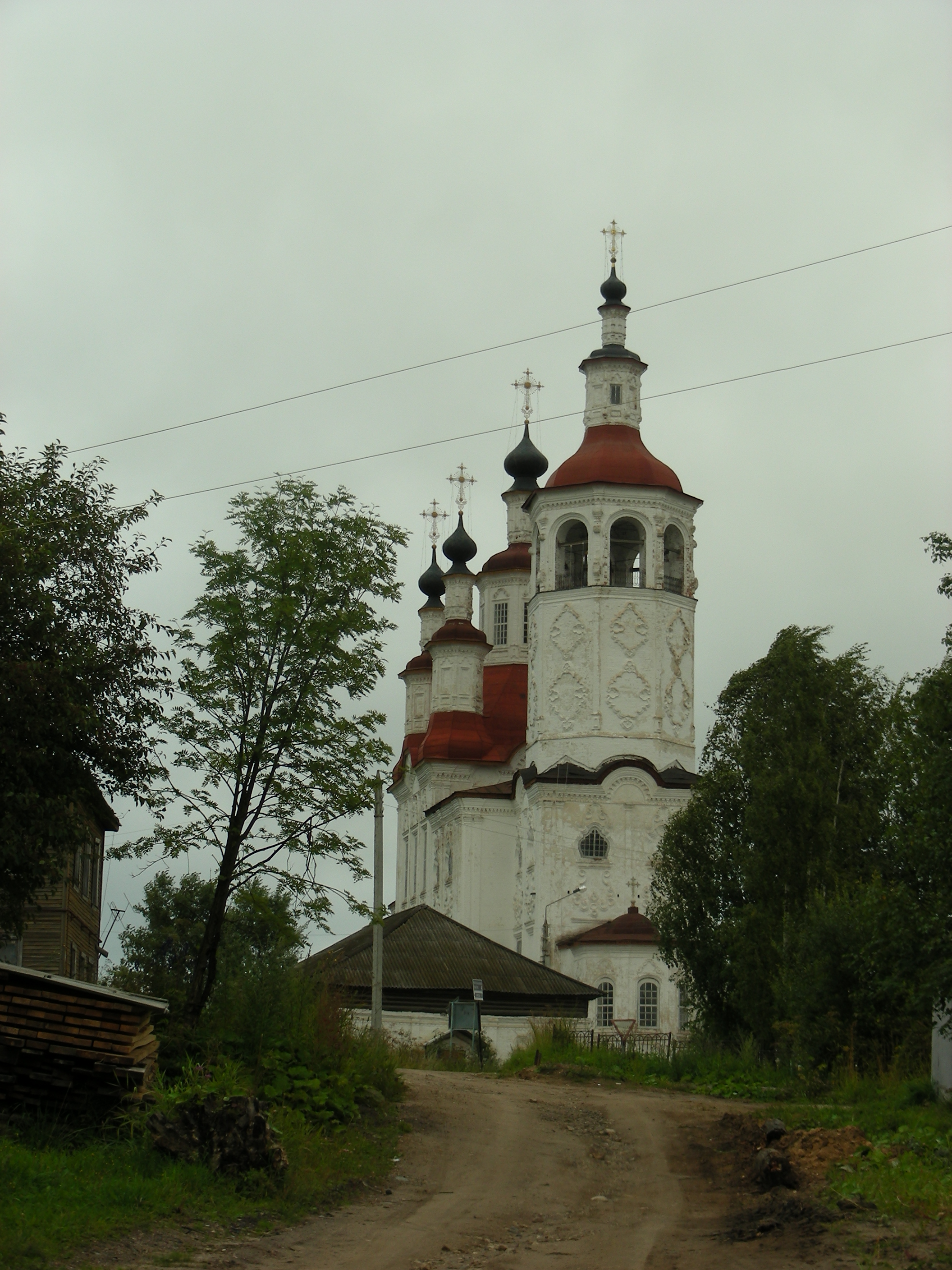
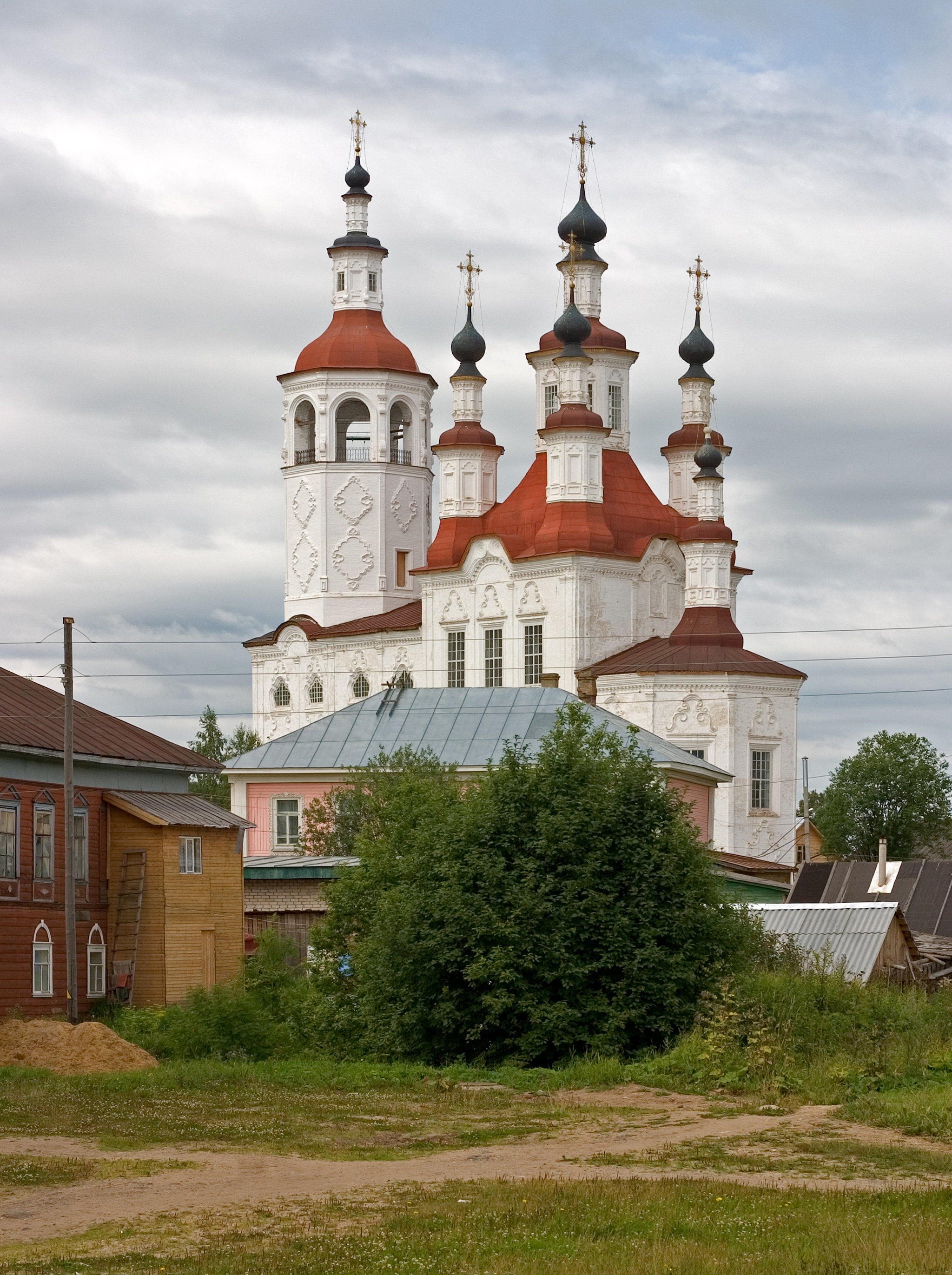

### Дом-музей морехода Ивана Кускова
Первый музей Русской Америки в России. Открыт в 1990 году в доме, где провёл последние дни своей жизни по возвращении на родину правитель русской крепости Форт-Росс (Калифорния) Иван Александрович Кусков (Чкаловский переулок, 10). Дом был передан властями под музейные нужды после его расселения и постановки на охрану за счёт районных и региональных средств в течение 1980-х годов. Вскоре вошёл в состав Тотемского музейного объединения. Основатель музея — С. М. Зайцев. Экспозиция знакомит с деятельностью Российско-Американской компании на протяжении 30 лет, с которой была связана судьба И. А. Кускова, рассказывает о его жизни и деятельности, содержит документы, письма, портреты, предметы той эпохи. Ежегодно в последние выходные июля на площадке перед музеем разворачивается масштабный праздник «День Русской Америки».

### Открытое хранение фондов
В корпусах настоятельских и братских келий бывшего Спасо-Суморина монастыря (пос. Лесотехникума, 2) располагается один из филиалов Тотемского музейного объединения — открытое хранение фондов. Экспозицию этого музея составляют богатейшие коллекции прялок, трепал, изделий из бересты и глины, изразцов, посуды, мебели. Всего для посетителей доступно около 6000 единиц хранения. Рядом со зданием открытого хранения фондов посетители могут осмотреть сохранившиеся постройки Спасо-Суморина монастыря — одного из крупнейших духовных и культурных центров Русского Севера, основанным в 1554 году монахом Вологодского Спасо-Прилуцкого монастыря Феодосием Сумориным. Феодосий являлся первым настоятелем монастыря и управлял обителью до своей кончины. В 1798 году он был канонизирован и сегодня является одним из самых почитаемых святых Тотемского края.

### Музейно-выставочный центр «На Большой Садовой»

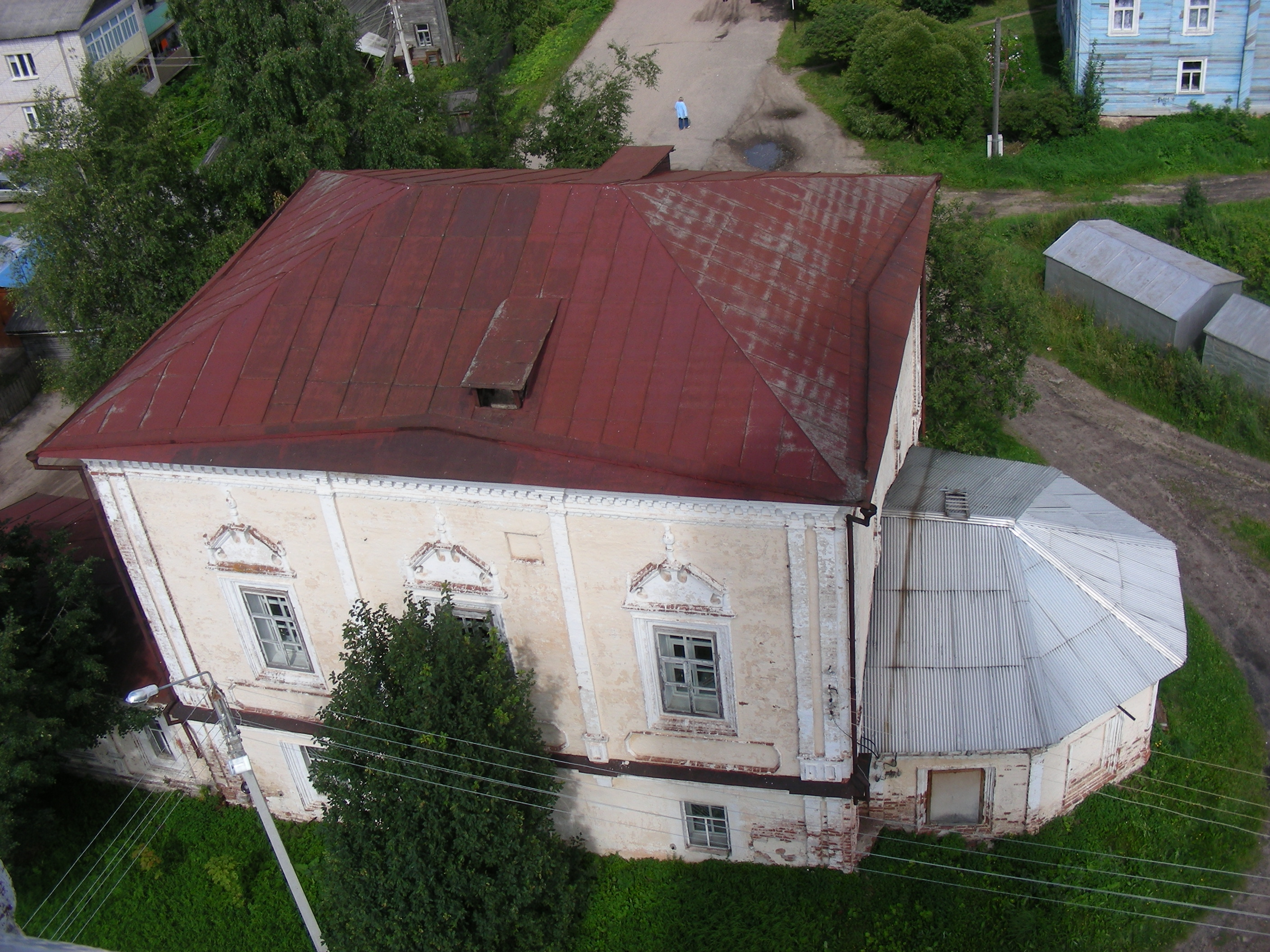
Бывшая Церковь Воскресения в Тотьме, где с 2014 года размещается МВЦ «На Большой Садовой»

Открыт в 2014 году в здании бывшей Воскресенской церкви, где до 2011 года располагалась районная библиотека им. Н. М. Рубцова (Ворошилова, 2). Носит бывшее название улицы, на которой расположился, и является не только выставочной площадкой, но и центром интерактивных экскурсий, где можно попробовать морошкового варенья и поторговаться в купеческой лавке. На базе МВЦ работает отдел традиционной народной культуры «Морошка», проводящий городские праздники в народном стиле, а также музейно-репетиционная студия народного самодеятельного коллектива — ансамбля народной песни «Вербушка» Тотемского музейного объединения.

### Дом-музей Н. М. Рубцова
Расположен в селе Никольском (Тотемский район) — в 95 км от Тотьмы — в здании бывшего детского дома (Рубцова, 18), где жил и воспитывался известный поэт Николай Рубцов. В Никольском он окончил семилетнюю школу, провёл здесь детские и отроческие годы. Первая музейная экспозиция была открыта в 1990 году в одной из комнат бывшего административного корпуса детского дома. Полностью музей заработал в 1996 году. Экспозиция насчитывает более 300 единиц хранения, среди них множество подлинных предметов, принадлежавших Николаю Рубцову. Особенный интерес вызывают сборники поэта с его личным автографом, вещи из вологодской квартиры Рубцова, его гармонь, шарф и другие окружавшие его в быту вещи.

### Музей детства и семьи
Был открыт в 2008 году в посёлке Царева (25 км от Тотьмы) в доме № 25. Экспозиция знакомила с детством и семейными традициями XIX и XX веков и содержала множество игрушек. Среди них были простейшие куклы-закрутки, обрядовые куклы, игрушки плетенные, из жести и дерева Петровской ремесленной школы, куклы 1980—1990-х годов, современная игрушка. Каждый посетитель музея мог собственноручно из лоскутков изготовить традиционную тряпичную куклу, стать актёром кукольного театра или посидеть за ткацким станком. Музей работал исключительно в летний сезон, однако, начиная с 2010 года, столкнулся с проблемой отсутствия кадров, низкой посещаемости и стал нерентабельным. Поскольку расходы на содержание здания не оправдывали себя, в 2014 году музей был закрыт:11. В планах музейного объединения, в случае благоприятных финансовых возможностей, открыть его в перепрофилированном виде, посвятив сельским территориям Тотемского района:11.

### Гостиница «Монастырские кельи»

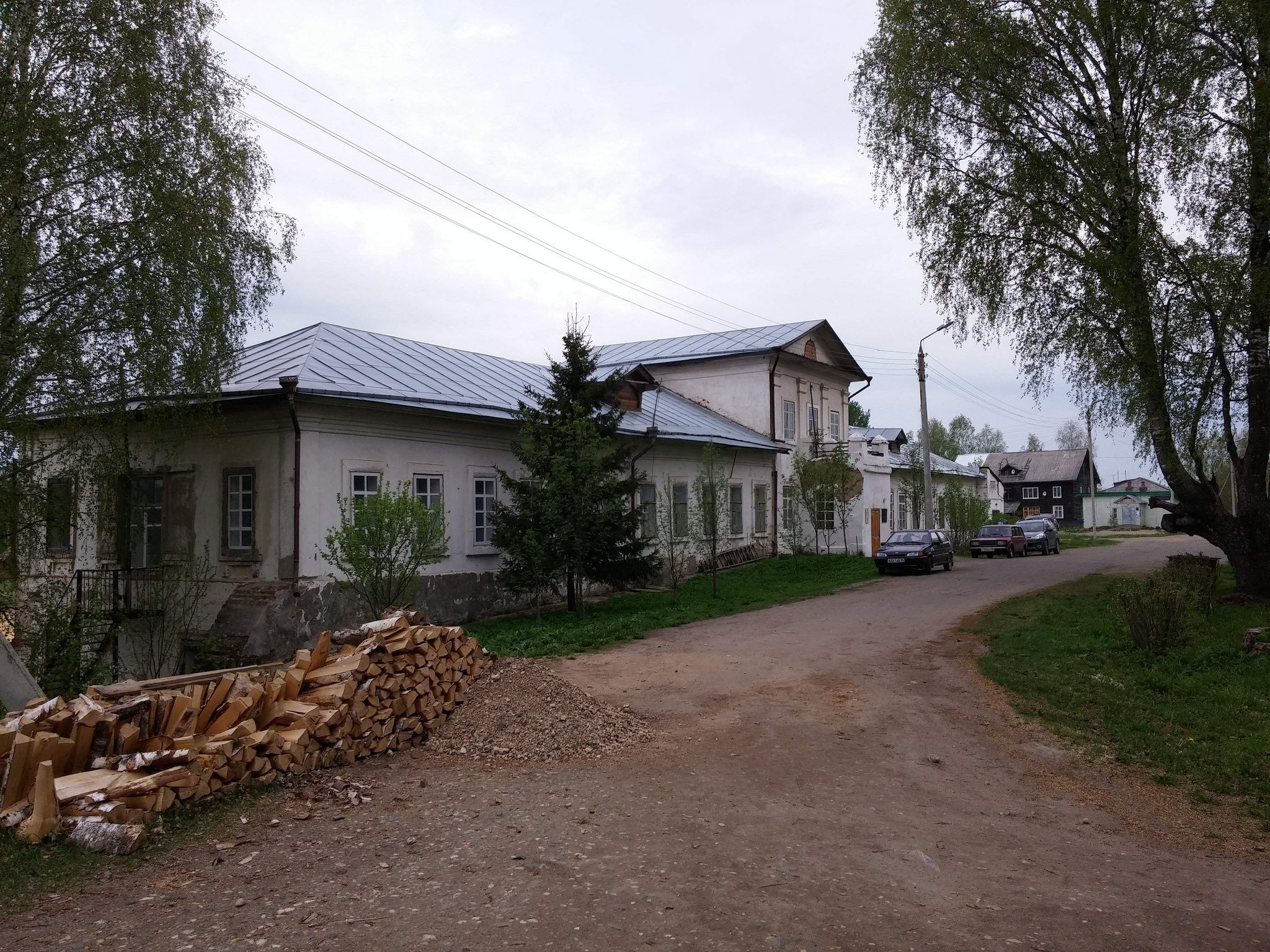
Гостиница «Монастырские кельи»

В 1991 году в составе Тотемского музейного объединения была организована гостиница «Монастырские кельи». Расположена в бывшем келейном корпусе Спасо-Суморина монастыря. Номерной фонд составляет 14 комнат разной вместимости и 78 мест. Все номера — экономкласса. Предоставляются двух- и трёхместные номера, комната отдыха, камера хранения, а также скидки на долговременное проживание.

## Музейный фонд
Основной фонд Тотемского музейного объединения насчитывает более 76 тыс. единиц хранения, являясь одним из наиболее крупных среди муниципальных музеев Вологодчины. Выставляется примерно 10 % от общего числа экспонатов.

### Первые годы формирования
Во время основания музейного отделения тотемского ВОИСК в 1915 году много ценных экспонатов поступило от участников общества — преподавателей средних учебных заведений, духовенства и уездных чиновников, хранивших в своих квартирах предметы быта и искусства. За первые пять лет существования было собрано 255 предметов: рукописей, старинных рукописных и печатных книг, произведений живописи и графики, икон, крестов, предметов быта. Из Иркутска от А. Д. Кускова поступили портреты Ивана Александровича Кускова и его жены Екатерины Прохоровны. Преподаватель учительской семинарии Николай Васильевич Ильинский подарил музею богатую коллекцию местной флоры и геологические образцы пород, собранных в Тотемском уезде; а краевед Михаил Борисович Едемский — уникальную этнографическую коллекцию, насчитывающую 70 единиц, и клад предметов торговли XII—XIV в., найденный крестьянином Буториным вблизи деревни Алферовская в 1908 году.
К 1923 году был создан фонд из более 3500 экспонатов. Помимо экспонатов ВОИСК он пополнялся также имуществом комиссии по изъятию ценностей и предметов религиозного культа из церквей. В 1927 году из Государственного музейного фонда в Тотемский музей поступили 84 предмета, из них 26 произведений живописи и графики художников XIX — начала XX веков и 58 предметов быта: фаянсовая и медная посуда, бронзовые подсвечники и канделябры, предметы интерьера (часы, скульптура). В 1920-е годы начала формироваться коллекция «Фотонегатека» — собрание фотографий и открыток начала XX века с видами Тотьмы. Стеклянные негативы поступили в музей из имущества купца Александра Михайловича Киренкова — последнего городского головы и первого тотемского фотографа, бесследно пропавшего после 1918 года. Сегодня коллекция фотонегативов А. М. Киренкова — золотой фонд музея.
В 1925 году в музей поступили изделия Петровской ремесленной школы Тотьмы, существовавшей в 1899—1925 годах. Коллекция насчитывала более 80 наименований изделий из соломки, ивовых прутьев, игрушек из дерева, жести, папье-маше, посуды и мебели.

### Расширение фонда
В 1960-е годы большую помощь в формировании коллекции живописи оказало Областное управление культуры, проводившее на свои средства плановые закупки произведений живописи и графики. В 1970-е — 1990-е годы музей вёл большую экспедиционную работу, в результате его собрание музея пополнилось предметами, отражающими историю и культуру Тотемского края. Таким образом были сформированы следующие коллекции:
- Коллекция «Древнерусская живопись». Насчитывает около 300 изделий уникальных промыслов народного творчества: резьба и роспись по дереву, гончарное дело и ткачество, вышивка и художественная обработка металла. К наиболее ранним памятникам относятся иконы «Никола» (конец XV — начало XVI веков), «Иоанн Предтеча» (XVI век), «Иоанн Златоуст» (XVI век) и «Василий Кесарийский» (XVI век). Представлены также 19 икон с изображением местночтимого святого Феодосия Суморина[15].
- Коллекция «Изобразительные материалы». Включает свыше 4 тыс. живописных и графических работ, в том числе пейзажиста и портретиста Ф. М. Вахрушова (1870—1931), пейзажиста-лирика А. Н. Каринской, В. А. Воробьева (выпускника Киевского художественного училища), Н. П. Сажина, Г. И. Попова, вологодских художников В. Корбакова, В. Латынцева, О. Пахомова, А. Смоленцевой, Дж. Тутунджан, В. Страхова и др. Фонд графики представлен собранием народных картинок и гравированных святцев, западноевропейскими и жанровыми гравюрами XIX — начала XX веков, переданными в музей бывшей купчихой Елизаветой Владимировной Замяткиной в 1930-е годы[15].
- Коллекция «Ткани». Состоит из 5 тыс. предметов тканых и вышитых изделий: рубахи, сарафаны, полотенца, пояса, головные уборы (парчовые борушки, кокошники, головодцы). Более 200 единиц составляет группа культовых тканей — это покровцы, стихари, фелони, епитрахили, поручи, изготовленные из парчи или бархата и украшенные лицевым шитьем[15].
- Коллекция «Керамика. Стекло». Насчитывает свыше 1,5 тыс. предметов. Особенно примечательна коллекция местных изразцов, производство которых было налажено в Тотьме в XVII—XVIII веках. На тотемских изразцах ярко выражено пятицветие, рисунки часто сопровождаются поясняющими надписями. В составе коллекции фарфоровая и фаянсовая посуда, а также лампы, фонари, письменные приборы[15].
- Коллекция «Нумизматика. Фалеристика». Содержит около 5 тыс. предметов. Самая древняя монета в коллекции — «полушка», датирована 1701 годом. В коллекции также имеется 8 кладов, самый крупный из которых состоит из 700 монет достоинством в 1,2,3 и 5 копеек. Кроме того, коллекция содержит ордена и медали, нагрудные и памятные знаки, выпущенные в XIX—XX веках; значки и жетоны в память Русско-японской войны 1904—1905 годов, 100-летия Отечественной войны 1812 года, 300-летия Дома Романовых, в память коронования Александра III; ордена и медали периода Великой Отечественной войны 1941—1945 года и пр.[15]
- Коллекция «Металл». Включает около 3 тыс. предметов. В основном коллекция представлена кованой медной посудой и утварью: миски, братыни, ендовы, ковши, рукомойники, кувшины, а также литые колокола, подсвечники, канделябры, медные и никелированные самовары известных тульских фабрикантов Баташевых, Шемариных и др. Медное литье, получившее широкое развитие на Русском Севере, представляют также иконки, складни, кресты, распятия[15].
- Коллекция «Редкие книги. Периодические издания». Насчитывает свыше 4 тыс. единиц и содержит книги кириллической печати, рукописные книги и более 2000 книг гражданской печати. Основа собрания (690 ед.) — книги из библиотеки Василия Тимофеевича Попова[15].
- Коллекция «Оружие». Включает свыше 70 единиц огнестрельного и холодного оружия XVIII—XX веков производства Германии, Франции, Бельгии, США, Великобритании, а также отечественных оружейных заводов — Тулы и Ижевска[15].
- Коллекция «Скульптура». Содержит свыше 150 предметов. Художественную ценность представляют культовые деревянные скульптуры XVIII века «Христос в темнице», «Архангел Михаил», «Архангел Гавриил»[15].
- Коллекция «Дерево». Насчитывает около 4 тыс. единиц (в основном в отделе «Открытое хранение фондов») и представляет предметы крестьянского быта: ковши-скобкари, утицы-солонки, столы, сундуки, пряничные и набойные доски, шкафы, искусно украшенные резьбой и росписью. Особую значимость имеют прялки (более 600 единиц), которых насчитывается 15 типов с учётом территориального характера и техники исполнения. Собраны также изделия из бересты и лыка: туеса, лапти, ступни, короба, солонки, корзины[15].
- Коллекция «Металл драгоценный». Включает 2278 предметов, большая часть из которых — серебряные монеты, в том числе клад капельных монет XVI века (284 ед., найден Иваном Васильевичем Вахрушовым в д. Овсянниково Бабушкинского района в 1979 году), клад XVII в. (139 ед., найден в д. Пудково в 1922 году), клад XVII в. (423 монеты, найден Михаилом Степановичем Игнашевым в д. Брагинская в 1938 году). Последние поступления в коллекцию 2011—2012 годов — шесть серебряных монет 1922—1927 гг. и орден Отечественной войны I ст. участника Великой Отечественной войны Николая Григорьевича Двойнишникова[15].

Сегодня коллекции музея продолжают формироваться и обрабатываться. Значительный вклад в формирование и сохранение фондов внесли П. Е. Сибирцев, О. Ф. Попова, З. Н. Мальцева, О. Н. Коптева, Л. А. Демченко и И. С. Савкова.

## Деятельность
Музейное объединение сейчас — это один из ключевых центров притяжения для творческой аудитории города. В течение года музейным объединением проводится ряд мероприятий, в частности:
- «День Русской Америки» на площадке перед домом-музеем И. А. Кускова. Проводится с 2013 года в последние выходные июля, когда в Форте Росс празднуются «Дни живой истории». В это время двор дома-музея И. А. Кускова превращается в праздничную площадку, где можно ближе познакомиться с культурой и бытом народов западного побережья Северной Америки. организация праздника была основана на существовавшей более десятилетия традиции проводить праздничный перезвон колоколов Тотьма — Форт-Росс. Сейчас эта традиция проводится в режиме онлайн с использованием видеосвязи либо путём обмена записанными заранее видеороликами[16][17].
- Творческий фестиваль «Город детства».
- «Рубцовские чтения» (организуются раз в два года). Проводятся с 1975 года[18].
- Новогодняя ярмарка подарков.

Ведётся активная научная и выставочная деятельность. В 2014 году впервые проведена научно-практическая конференция «Культурно-познавательный туризм как фактор развития российской глубинки», в которой участвовали представители 26 регионов РФ. С 2014 года ТМО принимает участие в акциях «Ночь в музее» и «Ночь искусств», в рамках которых в музеях проводятся театрализованные представления с участием актёров Тотемского народного театра (руководители — С. Самодурова и Т. Саберов). Идёт активное сотрудничество со сферой туризма. В 2014 году проект Тотемского музейного объединения «Кольцо исторической памяти» выиграл грант Благотворительного фонда Елены и Геннадия Тимченко, реализация которого позволила установить на улицах города двуязычные стенды с изображениями утраченных памятников Тотьмы и туристской навигацией. В руководстве коллектива работают как сотрудники с большим стажем работы (В. А. Притчина, Н. И. Коренева, С. В. Кузнецова, Г. А. Мартюкова и др.), так и активные представители молодёжи (А. В. Пахнин, А. В. Гросс).